# Departamento Las Heras
El departamento de Las Heras es un departamento de la provincia de Mendoza (Argentina) y componente del Gran Mendoza (al norte). Con su cabecera en la Ciudad de Las Heras, es el segundo departamento más poblado de la provincia (después de Guaymallén) con 228 525 habitantes (INDEC 2022). Cada 29 de septiembre se celebra el Día de San Miguel, patrono del departamento.
Los primeros habitantes de estas tierras fueron los Huarpes y los Incas, quienes dejaron sus huellas a lo largo y ancho del Departamento; sin embargo, gran parte de la población actual desciende de familias españolas e italianas. El territorio que actualmente abarca el departamento de Las Heras fue explorado y reconocido por el mariscal Francisco de Villagra, con anterioridad a la fundación de Mendoza, en el año 1561.
En el año 1561, Pedro del Castillo fundó la ciudad de Mendoza, labrando el acta correspondiente, nombrándola así en homenaje a García Hurtado de Mendoza. La conquista y colonización del actual territorio del departamento de Las Heras comenzó en el año 1562, cuando el capitán Pedro de Ribas consiguió que se le adjudique un predio donde se estableció con su esposa Lorenza de Ribas. De este matrimonio nació a fines del siglo XVI Pedro de Ribas y Bustos, quien abrazó la carrera del sacerdocio. El predio que recibió el capitán Pedro de Ribas, y donde creó su chacra, pasó con el tiempo a conocerse con el nombre de San Miguel de Panquehua.
Esta etapa colonial se caracteriza, en el territorio lasherino, por la localización y desarrollo de sitios tales como Uspallata, el Challao y lugares que pasaron a ser, en ese entonces, estancias como la de Canota, de Santa Clara, de los Papagallos, de Las Lajas y el Pantanillo, de San Isidro, de Acequión, de Yalguaraz y los Manantiales.

## Historia

### Antecedentes
Por ese entonces, el territorio lasherino estaba dividido en dos Departamentos de Campaña: el 1.º y el 2.º. Esta división respondía a la que realizó el gobernador Pedro Pascual Segura en el año 1846, al crear los Departamentos de Campaña 1.º, 2.º, 3.º, 4.º, 5.º, 6.º y 7.º, nombrando en cada uno de ellos sus respectivas autoridades. El departamento de Campaña 1.º comprendía dentro de su jurisdicción a San Miguel de Panquehua y el departamento de Campaña 2.º, al barrio de La Chimba.
En 1869, con fecha 18 de diciembre, el entonces gobernador de Mendoza, a cargo del Poder Ejecutivo, Nicolás A. Villanueva, decretó que el territorio que comprendía al antiguo San Miguel de Panquehua y La Chimba, pasarían a constituirse en dos Subdelegaciones, denominadas en lo sucesivo, Subdelegación de Las Heras y Subdelegación de Villeta. El Decreto dice:

Mendoza, 18 de Diciembre de 1869. El Poder Ejecutivo de Mendoza
Siendo necesario dar a los departamentos 1.º y 2.º de campaña las autoridades que se han dado los demás para que puedan participar de los beneficios que esa organización proporciona.

### Toponimia
El departamento lleva el nombre de Las Heras, en honor al prócer del Ejército de los Andes, conocido como Juan Gregorio de Las Heras. (siendo su verdadero nombre Juan Gualberto Gregorio de la Gacha, inscripto en el libro de bautismo de la iglesia de la Merced, ciudad autónoma de Buenos Aires en el libro XV, folio 51 del 12 de julio de 1780. Suprimió el nombre Gualberto y tomó el segundo apellido de su padre: Las Heras, quien nació en Buenos Aires el 11 de julio de 1780).

### Orígenes
A mediados del siglo XVIII, existían en el actual departamento lasherino las poblaciones de Uspallata, Villavicencio, Los Papagallos, El Challao, San Isidro, Canota, Barrio de la Chimba, El Plumerillo. Las principales actividades eran las de la agricultura y ganadería de montaña y la minería por método de pirquineros en el área de Paramillos de Uspallata.

### El departamento

Ubicación del Departamento Las Heras en la provincia de Mendoza.

En 1846, el general Pedro Pascual Segura, gobernador de Mendoza, creó siete departamentos de campaña. El Departamento Primero de Campaña comprendió, en su jurisdicción, a San Miguel de Panquehua, que tuvo como capilla la de San Miguel. La Segunda Campaña comprendió a la localidad cuya cabecera se denominaba Barrio de la Chimba, y acostumbraba a usar la capilla de Nuestra Señora del Buen Viaje, por encontrarse próxima a su barrio.
El 18 de diciembre de 1869, el Poder Legislativo Provincial decretó que el territorio que comprendía el antiguo San Miguel de Panquehua y La Chimba, los que habían sido establecidos con la denominación de Departamento Primero y Segundo de Campaña, se constituirían en dos subdelegaciones, denominadas en lo sucesivo: Subdelegación de Las Heras y Subdelegación de Villeta, respectivamente. Finalmente, en 1871 el gobernador Nicolás Villanueva decretó la unificación de ambas subdelegaciones en el Departamento Las Heras, con cabecera en San Miguel de Panquehua, que fue renombrado con el mismo nombre del departamento, que rinde homenaje al general Juan Gregorio de Las Heras, lugarteniente de San Martín en la preparación y ejecución del cruce de los Andes.
La creación del departamento: El 31 de enero de 1871, el Poder Ejecutivo de la provincia de Mendoza resolvió, por decreto, la unificación de los Departamentos Primero y Segundo de Campaña de Las Heras y Villeta. Al mando quedaba como subdelegado de ambos departamentos José María Godoy. El acta de instalación de la Municipalidad del Departamento de Las Heras se hizo el 20 de enero de 1873 (ver "Una historia del departamento de LAS HERAS", Profesor Norberto Máximo del Carmen Parma, Acercándonos Ediciones, Buenos Aires, 2014, ps. 75/76)

## Superficie y límites
Con 8955 km², es el quinto departamento más extenso de la provincia (tras Malargue, San Rafael, General Alvear y Lavalle). Limita al norte con la provincia de San Juan, al este con los departamentos Lavalle, Guaymallén, Capital y Godoy Cruz, al sur y sudeste con el departamento Luján de Cuyo y al oeste con la República de Chile.

## Población
Según el censo nacional de 2010 del INDEC, la población del departamento ascendió a 228 525 habitantes.
Para el censo 2022 el departamento registró 234 401 habitantes; lo que representó un aumento en la cantidad de personas del 15,1% menor que el crecimiento poblacional provinciala situado en 17,5%. Estos datos le valieron al departamento tener la segunda mayor población de la provincia.

## Escudo Departamental
El escudo oficial del Departamento de Las Heras se debe a la inspiración del artista lasherino Carlos Vargas. Dicho escudo hace alusión al Campo Histórico al encerrar, en un triángulo de fondo blanco, el pórtico del mismo con los cañones, dejando en el centro el mástil. Sobre este triángulo se lee Municipalidad de Las Heras y sobre esta leyenda, y ocupando la parte superior, se encuentra tres cuartos de sol con veintiún rayos. El resto del campo del escudo es de color azul. Bordean la parte inferior y ambos lados, por fuera del campo clásico de los escudos españoles, dos ramas de laurel, enlazadas con una cinta azul y blanca hecha moño.

## Religión
| Religión en Las Heras (2022) | Religión en Las Heras (2022) | Religión en Las Heras (2022) | Religión en Las Heras (2022) | Religión en Las Heras (2022) |
| ---------------------------- | ---------------------------- | ---------------------------- | ---------------------------- | ---------------------------- |
|                              |                              |                              | %                            |                              |
| Católicos                    | Católicos                    |                              | 72.2 %                       | 72.2 %                       |
| Sin religión                 | Sin religión                 |                              | 15.3 %                       | 15.3 %                       |
| Protestantes                 | Protestantes                 |                              | 11.7 %                       | 11.7 %                       |
| Otros                        | Otros                        |                              | 0.8 %                        | 0.8 %                        |

Una notable mayoría de la población es católica, con un 72% de fieles. Por otro lado, el 15% de los habitantes son ateos, agnósticos, o creen en un Dios pero sin profesar alguna religión en particular.

## Turismo y lugares históricos

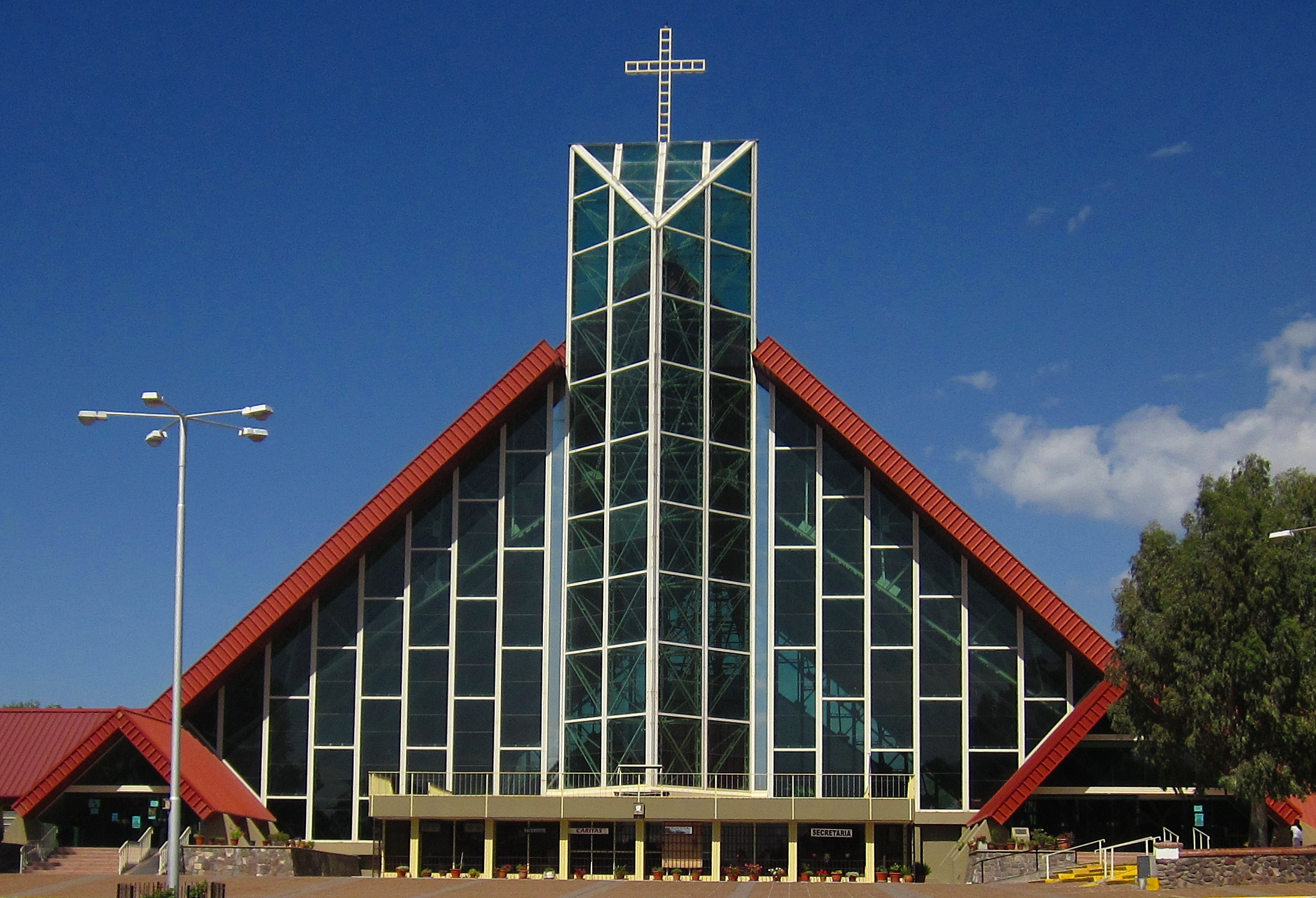
Santuario Nuestra Señora de Lourdes de El Challao.

La montaña más alta de América, el Aconcagua se encuentra ubicado en el extremo oeste del departamento. Por lo que todas las actividades deportivas y turísticas se realizan en el municipio.
Otro atractivo turístico es la Reserva Natural Villavicencio ubicada en ruta provincial 52 camino a Uspallata. Siguiendo la ruta, se puede llegar a apreciar las antiguas minas de Paramillos de Uspallata y llegar a la localidad de Uspallata.
En la localidad de El Plumerillo se encuentra el Campo Histórico El Plumerillo donde el Ejército de Los Andes hizo campamento antes de emprender el cruce hacia Chile. En esta localidad también se encuentra el Aeropuerto Internacional Francisco Gabrielli.
En El Challao se encuentra el Santuario Nuestra Señora de Lourdes, uno de los lugares más visitados de la provincia de Mendoza.

## Litigios geográficos con Luján de Cuyo
Ambos departamentos reclamaron parte del territorio cercano a la localidad de Las Compuertas en Luján y de Sierras de Encaladas. A la vera de la ruta provincial 82 se pudieron observar carteles confusos acerca del distrito en donde uno se encuentra.
Finalmente en el año 2018, el litigio fue ganado por Luján de Cuyo y Las Heras perdió el distrito de Sierras de Encalada. Actualmente las autoridades lujaninas nombraron al nuevo distrito El Pedemonte.

## Parroquias y templos de la Iglesia Católica en Las Heras
| Parroquia                                   | Ubicación                |
| ------------------------------------------- | ------------------------ |
| Parroquia San Miguel Arcángel               | Ciudad de Las Heras      |
| Parroquia San Antonio de Padua              | El Challao               |
| Parroquia Divino Maestro                    | El Plumerillo            |
| Parroquia Nuestra Señora del Carmen         | Uspallata y Alta Montaña |
| Parroquia Nuestra Señora de la Misericordia | El Plumerillo            |
| Parroquia Santa Cruz                        | Ciudad de Las Heras      |
| Oratorio Ceferino Namuncurá                 | Ciudad de Las Heras      |
| Santuario Nuestra Señora de Lourdes         | El Challao               |

## Gobierno

### Intendentes desde 1983
| Partido político    | Partido político | Intendentes                                     | Periodo                                         |
| ------------------- | ---------------- | ----------------------------------------------- | ----------------------------------------------- |
|                     | UCR              | Domingo Bartolomé                               | 10 de diciembre de 1983-10 de diciembre de 1987 |
|                     | PJ               | Domingo Furfuri                                 | 10 de diciembre de 1987-10 de diciembre de 1991 |
| Guillermo Amstutz   | PJ               | 10 de diciembre de 1991-10 de diciembre de 1995 |                                                 |
| Guillermo Amstutz   | PJ               | 10 de diciembre de 1995-10 de diciembre de 1999 |                                                 |
| Guillermo Amstutz   | PJ               | 10 de diciembre de 1999-10 de diciembre de 2003 |                                                 |
| Rubén Miranda       | PJ               | 10 de diciembre de 2003-10 de diciembre de 2007 |                                                 |
| Rubén Miranda       | PJ               | 10 de diciembre de 2007-10 de diciembre de 2011 |                                                 |
| Rubén Miranda       | PJ               | 10 de diciembre de 2011-10 de diciembre de 2015 |                                                 |
|                     | UCR              | Daniel Orozco                                   | 10 de diciembre de 2015-10 de diciembre de 2019 |
| Daniel Orozco       | UCR              | 10 de diciembre de 2019-10 de diciembre de 2023 |                                                 |
| Francisco Lo Presti | UCR              | 10 de diciembre de 2023-presente                |                                                 |

### Concejo Deliberante
El Honorable concejo Deliberante de Las Heras está compuesto por los siguientes concejales, para el periodo 2023-2025:
- Frente Cambia Mendoza: Miguel Juárez, Viviana Riquelme, Priscila Maturano, Eduardo González, Alberto Guajardo, Noelia Delpir, José Villavicencio y Laura Fernández.
- Frente Elegí: Raúl Ceverino, Belén Cortínez y Mabel Iannizzotto.
- Partido Verde: Paula García.